# Torneo Clausura 2023 de Tercera División de Costa Rica
El Torneo Clausura 2023 de Tercera División es la tercera categoría del fútbol costarricense, organizada por LINAFA.

## Sistema de competición
Se realizan 2 torneos, Apertura y Clausura (respectivamente). Los ganadores de cada torneo tendrán garantizada una Gran Final entre ellos para definir al nuevo participante de la próxima temporada en la Segunda División de Costa Rica. En caso de que el Campeón del Torneo de Clausura sea el mismo del Torneo de Apertura, no habrá gran final.
- Primera Fase:

En cada grupo de 6 equipos participantes, jugarán a 2 vueltas, completando 10 fechas cada equipo. Clasifican a la siguiente fase los 4 mejores equipos de cada grupo. 
- Segunda Fase: (Dieciseisavos de final)

Sistema de clasificación por eliminación directa ida y vuelta. Clasifican a la siguiente fase los 12 ganadores de las series y los 4 mejores perdedores.
- Tercera Fase: (Octavos de Final)

Sistema de clasificación por eliminación directa de juegos de ida y vuelta.
- Cuarta Fase: (Cuartos de Final)

Sistema de clasificación por eliminación directa de juegos de ida y vuelta.
- Quinta Fase: (Semifinales)

Sistema de clasificación por eliminación directa de juegos de ida y vuelta.
- Sexta Fase: (Final)

Serie de ida y vuelta en el que se define el campeón.

## Equipos participantes
En la temporada 2022-2023 participarán los siguientes equipos:
| Grupo   | Zona               | Equipos |
| ------- | ------------------ | --- |
| Grupo A | Pacífico Chorotega | - Águila F. C. - Tsunami Azul - Deportivo Upala F. C. - Puntarenas San Luis - A. D. Esparza - AD Cuajiniquil            |
| Grupo B | Occidente          | - ADAFIA Atenas - A. D. Bajo Los Molinos - A. D. Ramonense - A. D. Sarchí - San Carlos F. C. - GBT Fútbol Club          |
| Grupo C | Metro A            | - Unión Escazú - AF Lankester 1943 - San Migool - Valle Central - MW-C. E. F. - Puriscal F. C. - Municipal Desamparados |
| Grupo D | Metro Sur          | - Municipal Coto Brus - Municipal Osa - ASODEPA - UCR Fútbol Club - ASODEBA - Municipal Atenas                          |
| Grupo E | Metro B            | - A. D. Valencia - Perros F. C. - Deportivo Aurora Fusión - CCDR San Pablo - C. D. Pavas - PFA Antioquia                |
| Grupo F | Atlántico          | - Talentos del Caribe - ADF Siquirreña - Athletic CR - La Colonia Revolution - SoccerViza F. C. - Family Batán F. C.    |

## Tabla de posiciones

### Grupo A: Chorotega Pacífico
| Pos. | Equipo                | Pts. | PJ | G | E | P | GF | GC | Dif. | Clasificación          |
| ---- | --------------------- | ---- | -- | - | - | - | -- | -- | ---- | ---------------------- |
| 1    | Deportivo Upala F. C. | 22   | 8  | 7 | 1 | 0 | 24 | 9  | +15  | Dieciseisavos de final |
| 2    | Águila F. C.          | 17   | 8  | 5 | 2 | 1 | 16 | 9  | +7   | Dieciseisavos de final |
| 3    | Puntarenas San Luis   | 13   | 8  | 4 | 1 | 3 | 16 | 14 | +2   | Dieciseisavos de final |
| 4    | Tsunami Azul          | 6    | 8  | 2 | 0 | 6 | 11 | 14 | −3   | Dieciseisavos de final |
| 5    | A. D. Esparza         | 0    | 8  | 0 | 0 | 8 | 0  | 21 | −21  |                        |
| 6    | AD Cuajiniquil        | 0    | 0  | 0 | 0 | 0 | 0  | 0  | 0    | Retirado               |

 Fuente: LINAFA

### Grupo B: Occidente
| Pos. | Equipo                 | Pts. | PJ | G | E | P | GF | GC | Dif. | Clasificación          |
| ---- | ---------------------- | ---- | -- | - | - | - | -- | -- | ---- | ---------------------- |
| 1    | A. D. Ramonense        | 27   | 10 | 9 | 0 | 1 | 32 | 9  | +23  | Dieciseisavos de final |
| 2    | San Carlos F. C.       | 24   | 10 | 8 | 0 | 2 | 39 | 9  | +30  | Dieciseisavos de final |
| 3    | A. D. Bajo Los Molinos | 18   | 10 | 6 | 0 | 4 | 25 | 22 | +3   | Dieciseisavos de final |
| 4    | A. D. Sarchí           | 15   | 10 | 5 | 0 | 5 | 26 | 25 | +1   | Dieciseisavos de final |
| 5    | ADAFIA Atenas          | 4    | 10 | 1 | 1 | 8 | 13 | 36 | −23  |                        |
| 6    | GBT Fútbol Club        | 1    | 10 | 0 | 1 | 9 | 11 | 45 | −34  | Último lugar           |

 Fuente: LINAFA

### Grupo C: Metro A
| Pos. | Equipo                 | Pts. | PJ | G | E | P  | GF | GC | Dif. | Clasificación          |
| ---- | ---------------------- | ---- | -- | - | - | -- | -- | -- | ---- | ---------------------- |
| 1    | San Migool - V. C.     | 24   | 10 | 8 | 0 | 2  | 24 | 10 | +14  | Dieciseisavos de final |
| 2    | MW-C. E. F.            | 23   | 10 | 7 | 2 | 1  | 22 | 8  | +14  | Dieciseisavos de final |
| 3    | Municipal Desamparados | 17   | 10 | 5 | 2 | 3  | 17 | 12 | +5   | Dieciseisavos de final |
| 4    | AF Lankester 1943      | 16   | 10 | 5 | 1 | 4  | 15 | 13 | +2   | Dieciseisavos de final |
| 5    | Unión Escazú           | 7    | 10 | 2 | 1 | 7  | 10 | 16 | −6   |                        |
| 6    | Puriscal F. C.         | 0    | 10 | 0 | 0 | 10 | 5  | 34 | −29  | Último lugar           |

 Fuente: LINAFA

### Grupo D: Metro Sur
| Pos. | Equipo              | Pts. | PJ | G | E | P | GF | GC | Dif. | Clasificación          |
| ---- | ------------------- | ---- | -- | - | - | - | -- | -- | ---- | ---------------------- |
| 1    | Municipal Coto Brus | 16   | 8  | 5 | 1 | 2 | 14 | 8  | +6   | Dieciseisavos de final |
| 2    | UCR Fútbol Club     | 14   | 8  | 4 | 2 | 2 | 14 | 7  | +7   | Dieciseisavos de final |
| 3    | ASODEBA             | 12   | 8  | 3 | 3 | 2 | 11 | 8  | +3   | Dieciseisavos de final |
| 4    | Municipal Osa       | 10   | 8  | 3 | 1 | 4 | 14 | 14 | 0    | Dieciseisavos de final |
| 5    | ASODEPA             | 4    | 8  | 1 | 1 | 6 | 8  | 24 | −16  |                        |
| 6    | Municipal Atenas    | 0    | 0  | 0 | 0 | 0 | 0  | 0  | 0    | Retirado               |

 Fuente: LINAFA

### Grupo E: Metro B
| Pos. | Equipo                  | Pts. | PJ | G | E | P | GF | GC | Dif. | Clasificación          |
| ---- | ----------------------- | ---- | -- | - | - | - | -- | -- | ---- | ---------------------- |
| 1    | PFA Antioquia           | 21   | 10 | 6 | 3 | 1 | 26 | 11 | +15  | Dieciseisavos de final |
| 2    | A. D. Valencia          | 19   | 10 | 6 | 1 | 3 | 20 | 19 | +1   | Dieciseisavos de final |
| 3    | Club Deportivo Pavas    | 18   | 10 | 5 | 3 | 2 | 28 | 19 | +9   | Dieciseisavos de final |
| 4    | CCDR San Pablo          | 12   | 10 | 3 | 3 | 4 | 21 | 22 | −1   | Dieciseisavos de final |
| 5    | Perros F. C.            | 8    | 9  | 2 | 2 | 5 | 13 | 25 | −12  |                        |
| 6    | Deportivo Aurora Fusión | 6    | 10 | 2 | 0 | 8 | 12 | 24 | −12  | Último lugar           |

 Fuente: LINAFA

### Grupo F: Atlántico
| Pos. | Equipo                | Pts. | PJ | G | E | P | GF | GC | Dif. | Clasificación          |
| ---- | --------------------- | ---- | -- | - | - | - | -- | -- | ---- | ---------------------- |
| 1    | SoccerViza F. C.      | 21   | 10 | 7 | 0 | 3 | 23 | 16 | +7   | Dieciseisavos de final |
| 2    | Talentos del Caribe   | 17   | 10 | 5 | 2 | 3 | 19 | 18 | +1   | Dieciseisavos de final |
| 3    | Athletic CR           | 17   | 10 | 5 | 2 | 3 | 13 | 10 | +3   | Dieciseisavos de final |
| 4    | ADF Siquirreña        | 14   | 10 | 3 | 5 | 2 | 17 | 13 | +4   | Dieciseisavos de final |
| 5    | Family Batán F. C.    | 7    | 10 | 1 | 4 | 5 | 18 | 27 | −9   |                        |
| 6    | La Colonia Revolution | 6    | 10 | 1 | 3 | 6 | 11 | 17 | −6   | Último lugar           |

 Fuente: LINAFA

## Resultados

### Grupo A: Chorotega Pacífico
| Jornada 1                  | Jornada 1 | Jornada 1             | Jornada 1             | Jornada 1   | Jornada 1 | Jornada 1 | Jornada 1 |
| Local                      | Resultado | Visitante             | Estadio               | Fecha       |           |           |           |
| -------------------------- | --------- | --------------------- | --------------------- | ----------- | --------- | --------- | --------- |
| Puntarenas San Luis        | 4-6       | Deportivo Upala F. C. | Deportivo Nances      | 29 de enero |           |           |           |
| ADR Esparza                | 0-3       | Águila F. C.          | Polideportivo Esparza | 29 de enero |           |           |           |
| Equipo libre: Tsunami Azul |           |                       |                       |             |           |           |           |
| Total de goles: 13         |           |                       |                       |             |           |           |           |

| Jornada 2                 | Jornada 2 | Jornada 2           | Jornada 2              | Jornada 2    | Jornada 2 | Jornada 2 | Jornada 2 |
| Local                     | Resultado | Visitante           | Estadio                | Fecha        |           |           |           |
| ------------------------- | --------- | ------------------- | ---------------------- | ------------ | --------- | --------- | --------- |
| Deportivo Upala F. C.     | 2-0       | Tsunami Azul        | Puntarenas de Upala    | 5 de febrero |           |           |           |
| Águila F. C.              | 1-1       | Puntarenas San Luis | Cancha de Cañas Dulces | 5 de febrero |           |           |           |
| Equipo libre: ADR Esparza |           |                     |                        |              |           |           |           |
| Total de goles: 4         |           |                     |                        |              |           |           |           |

| Jornada 3                  | Jornada 3 | Jornada 3             | Jornada 3             | Jornada 3     | Jornada 3 | Jornada 3 | Jornada 3 |
| Local                      | Resultado | Visitante             | Estadio               | Fecha         |           |           |           |
| -------------------------- | --------- | --------------------- | --------------------- | ------------- | --------- | --------- | --------- |
| Tsunami Azul               | 0-1       | Puntarenas San Luis   | Santa Rosa            | 12 de febrero |           |           |           |
| ADR Esparza                | 0-7       | Deportivo Upala F. C. | Polideportivo Esparza | 12 de febrero |           |           |           |
| Equipo libre: Águila F. C. |           |                       |                       |               |           |           |           |
| Total de goles: 8          |           |                       |                       |               |           |           |           |

| Jornada 4                         | Jornada 4 | Jornada 4    | Jornada 4          | Jornada 4     | Jornada 4 | Jornada 4 | Jornada 4 |
| Local                             | Resultado | Visitante    | Estadio            | Fecha         |           |           |           |
| --------------------------------- | --------- | ------------ | ------------------ | ------------- | --------- | --------- | --------- |
| ADR Esparza                       | NP        | Tsunami Azul |                    |               |           |           |           |
| Deportivo Upala F. C.             | 2-0       | Águila F.C   | Colonia Puntarenas | 19 de febrero |           |           |           |
| Equipo libre: Puntarenas San Luis |           |              |                    |               |           |           |           |
| Total de goles: 2                 |           |              |                    |               |           |           |           |

| Jornada 5                           | Jornada 5 | Jornada 5           | Jornada 5              | Jornada 5     | Jornada 5 | Jornada 5 | Jornada 5 |
| Local                               | Resultado | Visitante           | Estadio                | Fecha         |           |           |           |
| ----------------------------------- | --------- | ------------------- | ---------------------- | ------------- | --------- | --------- | --------- |
| ADR Esparza                         | NP        | Puntarenas San Luis |                        |               |           |           |           |
| Águila F. C.                        | 2-1       | Tsunami Azul        | Cancha de Cañas Dulces | 26 de febrero |           |           |           |
| Equipo libre: Deportivo Upala F. C. |           |                     |                        |               |           |           |           |
| Total de goles: 3                   |           |                     |                        |               |           |           |           |

| Jornada 6                  | Jornada 6 | Jornada 6           | Jornada 6          | Jornada 6  | Jornada 6 | Jornada 6 | Jornada 6 |
| Local                      | Resultado | Visitante           | Estadio            | Fecha      |           |           |           |
| -------------------------- | --------- | ------------------- | ------------------ | ---------- | --------- | --------- | --------- |
| Deportivo Upala F. C.      | 2-1       | Puntarenas San Luis | Colonia Puntarenas | 5 de marzo |           |           |           |
| Águila F.C                 | NP        | ADR Esparza         |                    |            |           |           |           |
| Equipo libre: Tsunami Azul |           |                     |                    |            |           |           |           |
| Total de goles: 3          |           |                     |                    |            |           |           |           |

| Jornada 7           | Jornada 7 | Jornada 7             | Jornada 7     | Jornada 7   | Jornada 7 | Jornada 7 | Jornada 7 |
| Local               | Resultado | Visitante             | Estadio       | Fecha       |           |           |           |
| ------------------- | --------- | --------------------- | ------------- | ----------- | --------- | --------- | --------- |
| Tsunami Azul        | 2-3       | Deportivo Upala F. C. | De Santa Rosa | 12 de marzo |           |           |           |
| Puntarenas San Luis | 2-3       | Águila F. C.          | "Lito" Pérez  | 12 de marzo |           |           |           |
| Equipo libre:       |           |                       |               |             |           |           |           |
| Total de goles: 10  |           |                       |               |             |           |           |           |

| Jornada 8                                          | Jornada 8 | Jornada 8    | Jornada 8                      | Jornada 8   | Jornada 8 | Jornada 8 | Jornada 8 |
| Local                                              | Resultado | Visitante    | Estadio                        | Fecha       |           |           |           |
| -------------------------------------------------- | --------- | ------------ | ------------------------------ | ----------- | --------- | --------- | --------- |
| Puntarenas San Luis                                | 3-2       | Tsunami Azul | Polideportivo 3 Marías Esparza | 19 de marzo |           |           |           |
| Equipo libre: Águila F. C. y Deportivo Upala F. C. |           |              |                                |             |           |           |           |
| Total de goles: 5                                  |           |              |                                |             |           |           |           |

| Jornada 9                         | Jornada 9 | Jornada 9             | Jornada 9              | Jornada 9   | Jornada 9 | Jornada 9 | Jornada 9 |
| Local                             | Resultado | Visitante             | Estadio                | Fecha       |           |           |           |
| --------------------------------- | --------- | --------------------- | ---------------------- | ----------- | --------- | --------- | --------- |
| Águila F. C.                      | 1-1       | Deportivo Upala F. C. | Cancha de Cañas Dulces | 26 de marzo |           |           |           |
| ADR Esparza                       | NP        | Tsunami Azul          |                        |             |           |           |           |
| Equipo libre: Puntarenas San Luis |           |                       |                        |             |           |           |           |
| Total de goles: 2                 |           |                       |                        |             |           |           |           |

| Jornada 10                        | Jornada 10 | Jornada 10          | Jornada 10    | Jornada 10 | Jornada 10 | Jornada 10 | Jornada 10 |
| Local                             | Resultado  | Visitante           | Estadio       | Fecha      |            |            |            |
| --------------------------------- | ---------- | ------------------- | ------------- | ---------- | ---------- | ---------- | ---------- |
| Tsunami Azul                      | 2-3        | Águila F. C.        | De Santa Rosa | 2 de abril |            |            |            |
| ADR Esparza                       | NP         | Puntarenas San Luis |               |            |            |            |            |
| Equipo libre: Deportivo Upala F.C |            |                     |               |            |            |            |            |
| Total de goles: 5                 |            |                     |               |            |            |            |            |

### Grupo B: Occidente
| Jornada 1          | Jornada 1 | Jornada 1              | Jornada 1          | Jornada 1   | Jornada 1 | Jornada 1 | Jornada 1 |
| Local              | Resultado | Visitante              | Estadio            | Fecha       |           |           |           |
| ------------------ | --------- | ---------------------- | ------------------ | ----------- | --------- | --------- | --------- |
| Adafia Atenas      | 2-5       | A.D Ramonense          | Mardoqueo González | 29 de enero |           |           |           |
| A. D. Sarchí       | 2-5       | A. D. Bajo Los Molinos | Eliécer Pérez      | 29 de enero |           |           |           |
| San Carlos F. C.   | 2-0       | GBT Fútbol Club        | De Pital           | 29 de enero |           |           |           |
| Total de goles: 16 |           |                        |                    |             |           |           |           |

| Jornada 2              | Jornada 2 | Jornada 2        | Jornada 2       | Jornada 2    | Jornada 2 | Jornada 2 | Jornada 2 |
| Local                  | Resultado | Visitante        | Estadio         | Fecha        |           |           |           |
| ---------------------- | --------- | ---------------- | --------------- | ------------ | --------- | --------- | --------- |
| A. D. Ramonense        | 1-0       | San Carlos F. C. | Vargas Roldán   | 5 de febrero |           |           |           |
| A. D. Bajo Los Molinos | 4-1       | Adafia Atenas    | "Yuba" Paniagua | 5 de febrero |           |           |           |
| GBT Fútbol Club        | 0-5       | A. D. Sarchí     | Rafael Bolaños  | 5 de febrero |           |           |           |
| Total de goles: 11     |           |                  |                 |              |           |           |           |

| Jornada 3          | Jornada 3 | Jornada 3            | Jornada 3          | Jornada 3     | Jornada 3 | Jornada 3 | Jornada 3 |
| Local              | Resultado | Visitante            | Estadio            | Fecha         |           |           |           |
| ------------------ | --------- | -------------------- | ------------------ | ------------- | --------- | --------- | --------- |
| Adafia Atenas      | 1-4       | A. D. Sarchí         | Mardoqueo González | 12 de febrero |           |           |           |
| San Carlos F. C.   | 3-1       | A.D Bajo Los Molinos | De Pital           | 12 de febrero |           |           |           |
| A. D. Ramonense    | 6-0       | GBT Fútbol Club      | Vargas Roldán      | 12 de febrero |           |           |           |
| Total de goles: 15 |           |                      |                    |               |           |           |           |

| Jornada 4              | Jornada 4 | Jornada 4       | Jornada 4       | Jornada 4     | Jornada 4 | Jornada 4 | Jornada 4 |
| Local                  | Resultado | Visitante       | Estadio         | Fecha         |           |           |           |
| ---------------------- | --------- | --------------- | --------------- | ------------- | --------- | --------- | --------- |
| A. D. Sarchí           | 0-3       | A. D. Ramonense | Rafael Bolaños  | 18 de febrero |           |           |           |
| San Carlos F. C.       | 7-0       | Adafia Atenas   | Carlos Ugalde   | 19 de febrero |           |           |           |
| A. D. Bajo Los Molinos | 3-1       | GBT Fútbol Club | "Yuba" Paniagua | 19 de febrero |           |           |           |
| Total de goles: 14     |           |                 |                 |               |           |           |           |

| Jornada 5            | Jornada 5 | Jornada 5        | Jornada 5        | Jornada 5     | Jornada 5 | Jornada 5 | Jornada 5 |
| Local                | Resultado | Visitante        | Estadio          | Fecha         |           |           |           |
| -------------------- | --------- | ---------------- | ---------------- | ------------- | --------- | --------- | --------- |
| A. D. Sarchí         | 1-7       | San Carlos F. C. | Complejo Cibeles | 25 de febrero |           |           |           |
| A.D Bajo Los Molinos | 1-2       | A. D. Ramonense  | "Yuba" Paniagua  | 26 de febrero |           |           |           |
| GBT Fútbol Club      | 0-3       | Adafia Atenas    | Rafael Bolaños   | 26 de febrero |           |           |           |
| Total de goles: 14   |           |                  |                  |               |           |           |           |

| Jornada 6              | Jornada 6 | Jornada 6        | Jornada 6       | Jornada 6  | Jornada 6 | Jornada 6 | Jornada 6 |
| Local                  | Resultado | Visitante        | Estadio         | Fecha      |           |           |           |
| ---------------------- | --------- | ---------------- | --------------- | ---------- | --------- | --------- | --------- |
| GBT Fútbol Club        | 1-9       | San Carlos F. C. | Rafael Bolaños  | 4 de marzo |           |           |           |
| A. D. Ramonense        | 4-1       | Adafia Atenas    | Vargas Roldán   | 5 de marzo |           |           |           |
| A. D. Bajo Los Molinos | 4-3       | A.D Sarchí       | "Yuba" Paniagua | 5 de marzo |           |           |           |
| Total de goles: 22     |           |                  |                 |            |           |           |           |

| Jornada 7          | Jornada 7 | Jornada 7              | Jornada 7          | Jornada 7   | Jornada 7 | Jornada 7 | Jornada 7 |
| Local              | Resultado | Visitante              | Estadio            | Fecha       |           |           |           |
| ------------------ | --------- | ---------------------- | ------------------ | ----------- | --------- | --------- | --------- |
| San Carlos F. C.   | 2-3       | A.D Ramonense          | Carlos Ugalde      | 11 de marzo |           |           |           |
| A. D. Sarchí       | 5-1       | GBT Fútbol Club        | Rafael Bolaños     | 11 de marzo |           |           |           |
| Adafia Atenas      | 1-2       | A. D. Bajo Los Molinos | Mardoqueo González | 12 de marzo |           |           |           |
| Total de goles: 14 |           |                        |                    |             |           |           |           |

| Jornada 8              | Jornada 8 | Jornada 8        | Jornada 8        | Jornada 8   | Jornada 8 | Jornada 8 | Jornada 8 |
| Local                  | Resultado | Visitante        | Estadio          | Fecha       |           |           |           |
| ---------------------- | --------- | ---------------- | ---------------- | ----------- | --------- | --------- | --------- |
| A. D. Sarchí           | 5-1       | Adafia Atenas    | Complejo Cibeles | 17 de marzo |           |           |           |
| A. D. Bajo Los Molinos | 1-2       | San Carlos F. C. | "Yuba" Paniagua  | 18 de marzo |           |           |           |
| GBT Fútbol Club        | 2-6       | A. D. Ramonense  | Rafael Bolaños   | 19 de marzo |           |           |           |
| Total de goles: 17     |           |                  |                  |             |           |           |           |

| Jornada 9          | Jornada 9 | Jornada 9              | Jornada 9          | Jornada 9   | Jornada 9 | Jornada 9 | Jornada 9 |
| Local              | Resultado | Visitante              | Estadio            | Fecha       |           |           |           |
| ------------------ | --------- | ---------------------- | ------------------ | ----------- | --------- | --------- | --------- |
| Adafia Atenas      | 1-4       | San Carlos F. C.       | Mardoqueo González | 25 de marzo |           |           |           |
| GBT Fútbol Club    | 4-5       | A. D. Bajo Los Molinos | Rafael Bolaños     | 26 de marzo |           |           |           |
| A. D. Ramonense    | 0-1       | A. D. Sarchí           | Vargas Roldán      | 26 de marzo |           |           |           |
| Total de goles: 15 |           |                        |                    |             |           |           |           |

| Jornada 10         | Jornada 10 | Jornada 10             | Jornada 10         | Jornada 10 | Jornada 10 | Jornada 10 | Jornada 10 |
| Local              | Resultado  | Visitante              | Estadio            | Fecha      |            |            |            |
| ------------------ | ---------- | ---------------------- | ------------------ | ---------- | ---------- | ---------- | ---------- |
| San Carlos F. C.   | 3-0        | A. D. Sarchí           | Carlos Ugalde      | 1 de abril |            |            |            |
| A. D. Ramonense    | 3-0        | A. D. Bajo Los Molinos | Vargas Roldán      | 2 de abril |            |            |            |
| Adafia Atenas      | 2-2        | GBT Fútbol Club        | Mardoqueo González | 2 de abril |            |            |            |
| Total de goles: 10 |            |                        |                    |            |            |            |            |

### Grupo C: Metro A
| Jornada 1          | Jornada 1 | Jornada 1              | Jornada 1     | Jornada 1   | Jornada 1 | Jornada 1 | Jornada 1 |
| Local              | Resultado | Visitante              | Estadio       | Fecha       |           |           |           |
| ------------------ | --------- | ---------------------- | ------------- | ----------- | --------- | --------- | --------- |
| Unión Escazú       | 0-2       | Municipal Desamparados | Nicolás Masís | 29 de enero |           |           |           |
| MW-C. E. F.        | 4-0       | AF Lankester 1943      | Felipe Monge  | 29 de enero |           |           |           |
| San Migool V. C.   | 5-2       | Puriscal F. C.         | "Cuty" Monge  | 29 de enero |           |           |           |
| Total de goles: 13 |           |                        |               |             |           |           |           |

| Jornada 2              | Jornada 2 | Jornada 2        | Jornada 2           | Jornada 2    | Jornada 2 | Jornada 2 | Jornada 2 |
| Local                  | Resultado | Visitante        | Estadio             | Fecha        |           |           |           |
| ---------------------- | --------- | ---------------- | ------------------- | ------------ | --------- | --------- | --------- |
| Municipal Desamparados | 0-3       | San Migool V. C. | Manuel Sanabría     | 5 de febrero |           |           |           |
| AF Lankester 1943      | 1-0       | Unión Escazú     | ST Center           | 5 de febrero |           |           |           |
| Puriscal F. C.         | 1-4       | MW-C. E. F.      | Luis Ángel Calderón | 5 de febrero |           |           |           |
| Total de goles: 9      |           |                  |                     |              |           |           |           |

| Jornada 3              | Jornada 3 | Jornada 3         | Jornada 3       | Jornada 3     | Jornada 3 | Jornada 3 | Jornada 3 |
| Local                  | Resultado | Visitante         | Estadio         | Fecha         |           |           |           |
| ---------------------- | --------- | ----------------- | --------------- | ------------- | --------- | --------- | --------- |
| San Migool V. C.       | 1-3       | AF Lankester 1943 | "Cuty" Monge    | 11 de febrero |           |           |           |
| Municipal Desamparados | 6-0       | Puriscal F. C.    | Manuel Sanabria | 12 de febrero |           |           |           |
| Unión Escazú           | 1-2       | MW-C. E. F.       | Nicolás Masís   | 12 de febrero |           |           |           |
| Total de goles: 13     |           |                   |                 |               |           |           |           |

| Jornada 4          | Jornada 4 | Jornada 4              | Jornada 4       | Jornada 4     | Jornada 4 | Jornada 4 | Jornada 4 |
| Local              | Resultado | Visitante              | Estadio         | Fecha         |           |           |           |
| ------------------ | --------- | ---------------------- | --------------- | ------------- | --------- | --------- | --------- |
| San Migool V. C.   | 3-1       | Unión Escazú           | "Cuty" Monge    | 18 de febrero |           |           |           |
| AF Lankester 1943  | 5-1       | Puriscal F. C.         | Carlos Alvarado | 18 de febrero |           |           |           |
| MW-C. E. F.        | 3-3       | Municipal Desamparados | Felipe Monge    | 19 de febrero |           |           |           |
| Total de goles: 16 |           |                        |                 |               |           |           |           |

| Jornada 5          | Jornada 5 | Jornada 5              | Jornada 5           | Jornada 5     | Jornada 5 | Jornada 5 | Jornada 5 |
| Local              | Resultado | Visitante              | Estadio             | Fecha         |           |           |           |
| ------------------ | --------- | ---------------------- | ------------------- | ------------- | --------- | --------- | --------- |
| AF Lankester 1943  | 2-1       | Municipal Desamparados | Manuel Sanabria     | 25 de febrero |           |           |           |
| MW-C. E. F.        | 0-2       | San Migool V. C.       | Felipe Monge        | 26 de febrero |           |           |           |
| Puriscal F.C       | 1-4       | Unión Escazú           | Luis Ángel Calderón | 26 de febrero |           |           |           |
| Total de goles: 10 |           |                        |                     |               |           |           |           |

| Jornada 6              | Jornada 6 | Jornada 6        | Jornada 6                  | Jornada 6  | Jornada 6 | Jornada 6 | Jornada 6 |
| Local                  | Resultado | Visitante        | Estadio                    | Fecha      |           |           |           |
| ---------------------- | --------- | ---------------- | -------------------------- | ---------- | --------- | --------- | --------- |
| Municipal Desamparados | 1-0       | Unión Escazú     | Manuel Sanabria            | 5 de marzo |           |           |           |
| AF Lankester 1943      | 1-2       | MW-C. E. F.      | Polideportivo Dulce Nombre | 5 de marzo |           |           |           |
| Puriscal F. C.         | NP        | San Migool V. C. |                            |            |           |           |           |
| Total de goles: 4      |           |                  |                            |            |           |           |           |

| Jornada 7         | Jornada 7 | Jornada 7              | Jornada 7     | Jornada 7   | Jornada 7 | Jornada 7 | Jornada 7 |
| Local             | Resultado | Visitante              | Estadio       | Fecha       |           |           |           |
| ----------------- | --------- | ---------------------- | ------------- | ----------- | --------- | --------- | --------- |
| San Migool V. C.  | 3-0       | Municipal Desamparados | "Cuty" Monge  | 11 de marzo |           |           |           |
| Unión Escazú      | 0-0       | AF Lankester 1943      | Nicolás Masís | 12 de marzo |           |           |           |
| MW-C. E. F.       | NP        | Puriscal F. C.         |               |             |           |           |           |
| Total de goles: 3 |           |                        |               |             |           |           |           |

| Jornada 8         | Jornada 8 | Jornada 8              | Jornada 8 | Jornada 8   | Jornada 8 | Jornada 8 | Jornada 8 |
| Local             | Resultado | Visitante              | Estadio   | Fecha       |           |           |           |
| ----------------- | --------- | ---------------------- | --------- | ----------- | --------- | --------- | --------- |
| MW-C. E. F.       | 3-0       | Unión Escazú           | ST Center | 19 de marzo |           |           |           |
| AF Lankester 1943 | NP        | San Migool V. C.       |           |             |           |           |           |
| Puriscal F. C.    | NP        | Municipal Desamparados |           |             |           |           |           |
| Total de goles: 3 |           |                        |           |             |           |           |           |

| Jornada 9              | Jornada 9 | Jornada 9         | Jornada 9     | Jornada 9   | Jornada 9 | Jornada 9 | Jornada 9 |
| Local                  | Resultado | Visitante         | Estadio       | Fecha       |           |           |           |
| ---------------------- | --------- | ----------------- | ------------- | ----------- | --------- | --------- | --------- |
| Municipal Desamparados | 0-0       | MW-C. E. F.       | "Cuty" Monge  | 25 de marzo |           |           |           |
| Unión Escazú           | 2-3       | San Migool VC     | Nicolás Masís | 26 de marzo |           |           |           |
| Puriscal F. C.         | NP        | AF Lankester 1943 |               |             |           |           |           |
| Total de goles: 5      |           |                   |               |             |           |           |           |

| Jornada 10             | Jornada 10 | Jornada 10        | Jornada 10   | Jornada 10 | Jornada 10 | Jornada 10 | Jornada 10 |
| Local                  | Resultado  | Visitante         | Estadio      | Fecha      |            |            |            |
| ---------------------- | ---------- | ----------------- | ------------ | ---------- | ---------- | ---------- | ---------- |
| San Migool V. C.       | 0-2        | MW-C. E. F.       | "Cuty" Monge | 1 de abril |            |            |            |
| Municipal Desamparados | 2-1        | AF Lankester 1943 | "Cuty" Monge | 2 de abril |            |            |            |
| Unión Escazú           | NP         | Puriscal F. C.    |              |            |            |            |            |
| Total de goles: 5      |            |                   |              |            |            |            |            |

### Grupo D: Metro Sur
| Jornada 1             | Jornada 1 | Jornada 1           | Jornada 1 | Jornada 1   | Jornada 1 | Jornada 1 | Jornada 1 |
| Local                 | Resultado | Visitante           | Estadio   | Fecha       |           |           |           |
| --------------------- | --------- | ------------------- | --------- | ----------- | --------- | --------- | --------- |
| Municipal Osa         | 4-2       | ASODEPA             | De Osa    | 29 de enero |           |           |           |
| UCR Fútbol Club       | 0-1       | Municipal Coto Brus | Ecológico | 29 de enero |           |           |           |
| Equipo libre: ASODEBA |           |                     |           |             |           |           |           |
| Total de goles: 7     |           |                     |           |             |           |           |           |

| Jornada 2             | Jornada 2 | Jornada 2       | Jornada 2           | Jornada 2    | Jornada 2 | Jornada 2 | Jornada 2 |
| Local                 | Resultado | Visitante       | Estadio             | Fecha        |           |           |           |
| --------------------- | --------- | --------------- | ------------------- | ------------ | --------- | --------- | --------- |
| Municipal Coto Brus   | 4-3       | Municipal Osa   | Hamilton Villalobos | 5 de febrero |           |           |           |
| ASODEBA               | 1-1       | UCR Fútbol Club | Liceo Pacífico Sur  | 5 de febrero |           |           |           |
| Equipo libre: ASODEPA |           |                 |                     |              |           |           |           |
| Total de goles: 9     |           |                 |                     |              |           |           |           |

| Jornada 3                         | Jornada 3 | Jornada 3       | Jornada 3          | Jornada 3     | Jornada 3 | Jornada 3 | Jornada 3 |
| Local                             | Resultado | Visitante       | Estadio            | Fecha         |           |           |           |
| --------------------------------- | --------- | --------------- | ------------------ | ------------- | --------- | --------- | --------- |
| Municipal Osa                     | 0-1       | UCR Fútbol Club | De Osa             | 12 de febrero |           |           |           |
| ASODEPA                           | 1-1       | ASODEBA         | Liceo Pacífico Sur | 12 de febrero |           |           |           |
| Equipo libre: Municipal Coto Brus |           |                 |                    |               |           |           |           |
| Total de goles: 3                 |           |                 |                    |               |           |           |           |

| Jornada 4                   | Jornada 4 | Jornada 4 | Jornada 4           | Jornada 4     | Jornada 4 | Jornada 4 | Jornada 4 |
| Local                       | Resultado | Visitante | Estadio             | Fecha         |           |           |           |
| --------------------------- | --------- | --------- | ------------------- | ------------- | --------- | --------- | --------- |
| UCR Fútbol Club             | 5-0       | ASODEPA   | Ecológico           | 19 de febrero |           |           |           |
| Municipal Coto Brus         | 2-0       | ASODEBA   | Hamilton Villalobos | 19 de febrero |           |           |           |
| Equipo libre: Municipal Osa |           |           |                     |               |           |           |           |
| Total de goles: 7           |           |           |                     |               |           |           |           |

| Jornada 5                     | Jornada 5 | Jornada 5     | Jornada 5           | Jornada 5     | Jornada 5 | Jornada 5 | Jornada 5 |
| Local                         | Resultado | Visitante     | Estadio             | Fecha         |           |           |           |
| ----------------------------- | --------- | ------------- | ------------------- | ------------- | --------- | --------- | --------- |
| Municipal Coto Brus           | 2-1       | ASODEPA       | Hamilton Villalobos | 26 de febrero |           |           |           |
| ASODEBA                       | 1-3       | Municipal Osa | Pérez Zeledón       | 26 de febrero |           |           |           |
| Equipo libre: UCR Fútbol Club |           |               |                     |               |           |           |           |
| Total de goles: 7             |           |               |                     |               |           |           |           |

| Jornada 6             | Jornada 6 | Jornada 6       | Jornada 6           | Jornada 6  | Jornada 6 | Jornada 6 | Jornada 6 |
| Local                 | Resultado | Visitante       | Estadio             | Fecha      |           |           |           |
| --------------------- | --------- | --------------- | ------------------- | ---------- | --------- | --------- | --------- |
| ASODEPA               | 2-1       | Municipal Osa   | Liceo Pacífico Sur  | 5 de marzo |           |           |           |
| Municipal Coto Brus   | 1-2       | UCR Fútbol Club | Hamilton Villalobos | 5 de marzo |           |           |           |
| Equipo libre: ASODEBA |           |                 |                     |            |           |           |           |
| Total de goles: 6     |           |                 |                     |            |           |           |           |

| Jornada 7             | Jornada 7 | Jornada 7           | Jornada 7     | Jornada 7   | Jornada 7 | Jornada 7 | Jornada 7 |
| Local                 | Resultado | Visitante           | Estadio       | Fecha       |           |           |           |
| --------------------- | --------- | ------------------- | ------------- | ----------- | --------- | --------- | --------- |
| Municipal Osa         | 1-0       | Municipal Coto Brus | Ciudad Cortés | 12 de marzo |           |           |           |
| UCR Fútbol Club       | 0-2       | ASODEBA             | Ecológico     | 12 de marzo |           |           |           |
| Equipo libre: ASODEPA |           |                     |               |             |           |           |           |
| Total de goles: 3     |           |                     |               |             |           |           |           |

| Jornada 8                         | Jornada 8 | Jornada 8     | Jornada 8                   | Jornada 8   | Jornada 8 | Jornada 8 | Jornada 8 |
| Local                             | Resultado | Visitante     | Estadio                     | Fecha       |           |           |           |
| --------------------------------- | --------- | ------------- | --------------------------- | ----------- | --------- | --------- | --------- |
| UCR Fútbol Club                   | 1-1       | Municipal Osa | Cancha Sintética UCR        | 19 de marzo |           |           |           |
| ASODEBA                           | 3-0       | ASODEPA       | Polideportivo Pérez Zeledón | 19 de marzo |           |           |           |
| Equipo libre: Municipal Coto Brus |           |               |                             |             |           |           |           |
| Total de goles: 5                 |           |               |                             |             |           |           |           |

| Jornada 9                   | Jornada 9 | Jornada 9           | Jornada 9                  | Jornada 9   | Jornada 9 | Jornada 9 | Jornada 9 |
| Local                       | Resultado | Visitante           | Estadio                    | Fecha       |           |           |           |
| --------------------------- | --------- | ------------------- | -------------------------- | ----------- | --------- | --------- | --------- |
| ASODEPA                     | 1-4       | UCR Fútbol Club     | Palmar Sur                 | 26 de marzo |           |           |           |
| ASODEBA                     | 0-0       | Municipal Coto Brus | Polideportivo Buenos Aires | 26 de marzo |           |           |           |
| Equipo libre: Municipal Osa |           |                     |                            |             |           |           |           |
| Total de goles: 5           |           |                     |                            |             |           |           |           |

| Jornada 10                    | Jornada 10 | Jornada 10          | Jornada 10    | Jornada 10 | Jornada 10 | Jornada 10 | Jornada 10 |
| Local                         | Resultado  | Visitante           | Estadio       | Fecha      |            |            |            |
| ----------------------------- | ---------- | ------------------- | ------------- | ---------- | ---------- | ---------- | ---------- |
| Municipal Osa                 | 1-3        | ASODEBA             | Ciudad Cortés | 2 de abril |            |            |            |
| ASODEPA                       | 1-4        | Municipal Coto Brus | Palmar Sur    | 2 de abril |            |            |            |
| Equipo libre: UCR Fútbol Club |            |                     |               |            |            |            |            |
| Total de goles: 9             |            |                     |               |            |            |            |            |

### Grupo E: Metro B
| Jornada 1          | Jornada 1 | Jornada 1     | Jornada 1            | Jornada 1   | Jornada 1 | Jornada 1 | Jornada 1 |
| Local              | Resultado | Visitante     | Estadio              | Fecha       |           |           |           |
| ------------------ | --------- | ------------- | -------------------- | ----------- | --------- | --------- | --------- |
| A. D. Valencia     | 3-2       | Aurora Fusión | "Lito" Monge         | 29 de enero |           |           |           |
| CCDR San Pablo     | 1-0       | Perros F. C.  | Cancha Expresidentes | 29 de enero |           |           |           |
| C. D. Pavas        | 2-2       | PFA Antioquia | Ernesto Rohrmoser    | 29 de enero |           |           |           |
| Total de goles: 10 |           |               |                      |             |           |           |           |

| Jornada 2          | Jornada 2 | Jornada 2      | Jornada 2       | Jornada 2    | Jornada 2 | Jornada 2 | Jornada 2 |
| Local              | Resultado | Visitante      | Estadio         | Fecha        |           |           |           |
| ------------------ | --------- | -------------- | --------------- | ------------ | --------- | --------- | --------- |
| Aurora Fusión      | 2-3       | C. D. Pavas    | Carlos Alvarado | 5 de febrero |           |           |           |
| Perros F. C.       | 2-2       | A. D. Valencia | Manuel Sanabria | 5 de febrero |           |           |           |
| PFA Antioquia      | 2-3       | CCDR San Pablo | Zapote          | 5 de febrero |           |           |           |
| Total de goles: 14 |           |                |                 |              |           |           |           |

| Jornada 3          | Jornada 3 | Jornada 3      | Jornada 3         | Jornada 3     | Jornada 3 | Jornada 3 | Jornada 3 |
| Local              | Resultado | Visitante      | Estadio           | Fecha         |           |           |           |
| ------------------ | --------- | -------------- | ----------------- | ------------- | --------- | --------- | --------- |
| A. D. Valencia     | 3-1       | CCDR San Pablo | "Lito" Monge      | 12 de febrero |           |           |           |
| C. D. Pavas        | 5-1       | Perros F. C.   | Ernesto Rohrmoser | 12 de febrero |           |           |           |
| Aurora Fusión      | 0-3       | PFA Antioquia  | Carlos Alvarado   | 12 de febrero |           |           |           |
| Total de goles: 13 |           |                |                   |               |           |           |           |

| Jornada 4          | Jornada 4 | Jornada 4      | Jornada 4            | Jornada 4     | Jornada 4 | Jornada 4 | Jornada 4 |
| Local              | Resultado | Visitante      | Estadio              | Fecha         |           |           |           |
| ------------------ | --------- | -------------- | -------------------- | ------------- | --------- | --------- | --------- |
| CCDR San Pablo     | 1-2       | Aurora Fusión  | Cancha Expresidentes | 19 de febrero |           |           |           |
| C. D. Pavas        | 1-2       | A. D. Valencia | Ernesto Rohrmoser    | 19 de febrero |           |           |           |
| Perros F. C.       | 1-6       | PFA Antioquia  | Manuel Sanabria      | 19 de febrero |           |           |           |
| Total de goles: 13 |           |                |                      |               |           |           |           |

| Jornada 5          | Jornada 5 | Jornada 5      | Jornada 5       | Jornada 5     | Jornada 5 | Jornada 5 | Jornada 5 |
| Local              | Resultado | Visitante      | Estadio         | Fecha         |           |           |           |
| ------------------ | --------- | -------------- | --------------- | ------------- | --------- | --------- | --------- |
| CCDR San Pablo     | 2-3       | C. D. Pavas    | "Yuba" Paniagua | 26 de febrero |           |           |           |
| Perros F. C.       | 2-0       | Aurora Fusión  | Manuel Sanabria | 26 de febrero |           |           |           |
| PFA Antioquia      | 3-1       | A. D. Valencia | "Cuty" Monge    | 26 de febrero |           |           |           |
| Total de goles: 11 |           |                |                 |               |           |           |           |

| Jornada 6          | Jornada 6 | Jornada 6      | Jornada 6       | Jornada 6  | Jornada 6 | Jornada 6 | Jornada 6 |
| Local              | Resultado | Visitante      | Estadio         | Fecha      |           |           |           |
| ------------------ | --------- | -------------- | --------------- | ---------- | --------- | --------- | --------- |
| Aurora Fusión      | 1-2       | A. D. Valencia | Carlos Alvarado | 5 de marzo |           |           |           |
| Perros F. C.       | 4-4       | CCDR San Pablo | ST Center       | 5 de marzo |           |           |           |
| PFA Antioquia      | 1-1       | C.D Pavas      | "Cuty" Monge    | 5 de marzo |           |           |           |
| Total de goles: 13 |           |                |                 |            |           |           |           |

| Jornada 7          | Jornada 7 | Jornada 7     | Jornada 7            | Jornada 7   | Jornada 7 | Jornada 7 | Jornada 7 |
| Local              | Resultado | Visitante     | Estadio              | Fecha       |           |           |           |
| ------------------ | --------- | ------------- | -------------------- | ----------- | --------- | --------- | --------- |
| C. D. Pavas        | 5-2       | Aurora Fusión | Ernesto Rohrmoser    | 12 de marzo |           |           |           |
| A. D. Valencia     | 2-1       | Perros F. C.  | "Lito" Monge         | 12 de marzo |           |           |           |
| CCDR San Pablo     | 2-2       | PFA Antioquia | Cancha Expresidentes | 12 de marzo |           |           |           |
| Total de goles: 14 |           |               |                      |             |           |           |           |

| Jornada 8          | Jornada 8 | Jornada 8      | Jornada 8            | Jornada 8   | Jornada 8 | Jornada 8 | Jornada 8 |
| Local              | Resultado | Visitante      | Estadio              | Fecha       |           |           |           |
| ------------------ | --------- | -------------- | -------------------- | ----------- | --------- | --------- | --------- |
| CCDR San Pablo     | 1-3       | A. D. Valencia | Cancha Expresidentes | 19 de marzo |           |           |           |
| Perros F. C.       | 2-1       | C. D.Pavas     | ST Center            | 19 de marzo |           |           |           |
| PFA Antioquia      | 2-1       | Aurora Fusión  | "Cuty" Monge         | 19 de marzo |           |           |           |
| Total de goles: 10 |           |                |                      |             |           |           |           |

| Jornada 9          | Jornada 9 | Jornada 9      | Jornada 9       | Jornada 9   | Jornada 9 | Jornada 9 | Jornada 9 |
| Local              | Resultado | Visitante      | Estadio         | Fecha       |           |           |           |
| ------------------ | --------- | -------------- | --------------- | ----------- | --------- | --------- | --------- |
| Aurora Fusión      | 0-3       | CCDR San Pablo | Carlos Alvarado | 26 de marzo |           |           |           |
| A. D. Valencia     | 2-4       | C. D. Pavas    | "Lito" Monge    | 26 de marzo |           |           |           |
| PFA Antioquia      | 2-0       | Perros F.C     | "Lito" Monge    | 26 de marzo |           |           |           |
| Total de goles: 11 |           |                |                 |             |           |           |           |

| Jornada 10        | Jornada 10 | Jornada 10     | Jornada 10        | Jornada 10 | Jornada 10 | Jornada 10 | Jornada 10 |
| Local             | Resultado  | Visitante      | Estadio           | Fecha      |            |            |            |
| ----------------- | ---------- | -------------- | ----------------- | ---------- | ---------- | ---------- | ---------- |
| C. D. Pavas       | 3-3        | CCDR San Pablo | Ernesto Rohrmoser | 2 de abril |            |            |            |
| Aurora Fusión     | NSJ        | Perros F. C.   | Carlos Alvarado   | 2 de abril |            |            |            |
| A. D. Valencia    | 0-3        | PFA Antioquia  | "Lito" Monge      | 2 de abril |            |            |            |
| Total de goles: 9 |            |                |                   |            |            |            |            |

### Grupo F: Atlántico
| Jornada 1           | Jornada 1 | Jornada 1          | Jornada 1     | Jornada 1   | Jornada 1 | Jornada 1 | Jornada 1 |
| Local               | Resultado | Visitante          | Estadio       | Fecha       |           |           |           |
| ------------------- | --------- | ------------------ | ------------- | ----------- | --------- | --------- | --------- |
| Talentos del Caribe | 3-2       | Athletic CR        | Puerto Viejo  | 29 de enero |           |           |           |
| La Colonia R        | 1-1       | ADF Siquirreña     | Carlos Águila | 29 de enero |           |           |           |
| SoccerViza F. C.    | 3-2       | Family Batán F. C. | Puerto Viejo  | 29 de enero |           |           |           |
| Total de goles: 12  |           |                    |               |             |           |           |           |

| Jornada 2          | Jornada 2 | Jornada 2           | Jornada 2               | Jornada 2    | Jornada 2 | Jornada 2 | Jornada 2 |
| Local              | Resultado | Visitante           | Estadio                 | Fecha        |           |           |           |
| ------------------ | --------- | ------------------- | ----------------------- | ------------ | --------- | --------- | --------- |
| Athletic CR        | 2-1       | SoccerViza F. C.    | Polideportivo de Pocora | 5 de febrero |           |           |           |
| ADF Siquirreña     | 4-0       | Talentos del Caribe | Polideportivo Siquirres | 5 de febrero |           |           |           |
| Family Batán F. C. | 3-3       | La Colonia R        | Cancha Monte Líbano     | 5 de febrero |           |           |           |
| Total de goles: 13 |           |                     |                         |              |           |           |           |

| Jornada 3           | Jornada 3 | Jornada 3          | Jornada 3        | Jornada 3     | Jornada 3 | Jornada 3 | Jornada 3 |
| Local               | Resultado | Visitante          | Estadio          | Fecha         |           |           |           |
| ------------------- | --------- | ------------------ | ---------------- | ------------- | --------- | --------- | --------- |
| Talentos del Caribe | 1-1       | La Colonia R       | Puerto Viejo     | 12 de febrero |           |           |           |
| SoccerViza F.C      | 4-3       | ADF Siquirreña     | Puerto Viejo     | 12 de febrero |           |           |           |
| Athletic CR         | 2-1       | Family Batán F. C. | Cancha de Pocora | 12 de febrero |           |           |           |
| Total de goles: 12  |           |                    |                  |               |           |           |           |

| Jornada 4          | Jornada 4 | Jornada 4           | Jornada 4               | Jornada 4     | Jornada 4 | Jornada 4 | Jornada 4 |
| Local              | Resultado | Visitante           | Estadio                 | Fecha         |           |           |           |
| ------------------ | --------- | ------------------- | ----------------------- | ------------- | --------- | --------- | --------- |
| La Colonia R       | 1-2       | Athletic CR         | Cancha de la Colonia    | 19 de febrero |           |           |           |
| SoccerViza F. C.   | 2-3       | Talentos del Caribe | Puerto Viejo            | 19 de febrero |           |           |           |
| ADF Siquirreña     | 1-2       | Family Batán F. C.  | Polideportivo Siquirres | 19 de febrero |           |           |           |
| Total de goles: 11 |           |                     |                         |               |           |           |           |

| Jornada 5          | Jornada 5 | Jornada 5           | Jornada 5               | Jornada 5     | Jornada 5 | Jornada 5 | Jornada 5 |
| Local              | Resultado | Visitante           | Estadio                 | Fecha         |           |           |           |
| ------------------ | --------- | ------------------- | ----------------------- | ------------- | --------- | --------- | --------- |
| La Colonia R       | SUSP      | SoccerViza F. C.    | Cancha de la Colonia    | 26 de febrero |           |           |           |
| ADF Siquirreña     | 1-1       | Athletic CR         | Polideportivo Siquirres | 26 de febrero |           |           |           |
| Family Batán F. C. | 3-3       | Talentos del Caribe | Cancha Central Batán    | 26 de febrero |           |           |           |
| Total de goles: 8  |           |                     |                         |               |           |           |           |

| Jornada 6          | Jornada 6 | Jornada 6           | Jornada 6               | Jornada 6  | Jornada 6 | Jornada 6 | Jornada 6 |
| Local              | Resultado | Visitante           | Estadio                 | Fecha      |           |           |           |
| ------------------ | --------- | ------------------- | ----------------------- | ---------- | --------- | --------- | --------- |
| Athletic CR        | SUSP      | Talentos del Caribe | Polideportivo de Pocora | 5 de marzo |           |           |           |
| ADF Siquirreña     | 1-1       | La Colonia R        | Polideportivo Siquirres | 5 de marzo |           |           |           |
| Family Batán F. C. | 2-3       | SoccerViza F. C.    | Cancha Monte Líbano     | 5 de marzo |           |           |           |
| Total de goles: 7  |           |                     |                         |            |           |           |           |

| Jornada 7           | Jornada 7 | Jornada 7      | Jornada 7            | Jornada 7   | Jornada 7 | Jornada 7 | Jornada 7 |
| Local               | Resultado | Visitante      | Estadio              | Fecha       |           |           |           |
| ------------------- | --------- | -------------- | -------------------- | ----------- | --------- | --------- | --------- |
| SoccerViza F. C.    | 1-0       | Athletic CR    | Puerto Viejo         | 12 de marzo |           |           |           |
| Talentos del Caribe | 1-2       | ADF Siquirreña | Puerto Viejo         | 12 de marzo |           |           |           |
| Family Batán F. C.  | 0-1       | La Colonia R   | Cancha de la Colonia | 12 de marzo |           |           |           |
| Total de goles: 5   |           |                |                      |             |           |           |           |

| Jornada 8          | Jornada 8 | Jornada 8           | Jornada 8               | Jornada 8   | Jornada 8 | Jornada 8 | Jornada 8 |
| Local              | Resultado | Visitante           | Estadio                 | Fecha       |           |           |           |
| ------------------ | --------- | ------------------- | ----------------------- | ----------- | --------- | --------- | --------- |
| La Colonia R       | 0-1       | Talentos del Caribe | Cancha de la Colonia    | 19 de marzo |           |           |           |
| ADF Siquirreña     | 2-1       | SoccerViza F. C.    | Polideportivo Siquirres | 19 de marzo |           |           |           |
| Family Batán F. C. | 1-2       | Athletic CR         | Cancha Monte Líbano     | 19 de marzo |           |           |           |
| Total de goles: 7  |           |                     |                         |             |           |           |           |

| Jornada 9           | Jornada 9 | Jornada 9        | Jornada 9               | Jornada 9   | Jornada 9 | Jornada 9 | Jornada 9 |
| Local               | Resultado | Visitante        | Estadio                 | Fecha       |           |           |           |
| ------------------- | --------- | ---------------- | ----------------------- | ----------- | --------- | --------- | --------- |
| Athletic CR         | SUSP      | La Colonia R     | Polideportivo de Pocora | 26 de marzo |           |           |           |
| Talentos del Caribe | 0-3       | SoccerViza F. C. | Puerto Viejo            | 26 de marzo |           |           |           |
| Family Batán F. C.  | 2-2       | ADF Siquirreña   | Cancha Monte Líbano     | 26 de marzo |           |           |           |
| Total de goles: 7   |           |                  |                         |             |           |           |           |

| Jornada 10          | Jornada 10 | Jornada 10         | Jornada 10              | Jornada 10 | Jornada 10 | Jornada 10 | Jornada 10 |
| Local               | Resultado  | Visitante          | Estadio                 | Fecha      |            |            |            |
| ------------------- | ---------- | ------------------ | ----------------------- | ---------- | ---------- | ---------- | ---------- |
| SoccerViza F. C.    | NSJ        | La Colonia R       | Puerto Viejo            | 2 de abril |            |            |            |
| Athletic CR         | 0-0        | ADF Siquirreña     | Polideportivo de Pocora | 2 de abril |            |            |            |
| Talentos del Caribe | 5-1        | Family Batán F. C. | Puerto Viejo            | 2 de abril |            |            |            |
| Total de goles: 6   |            |                    |                         |            |            |            |            |

## Fase final

### Dieciseisavos de final
| Equipo 1            | Agr.           | Equipo 2               | Ida | Vuelta |
| ------------------- | -------------- | ---------------------- | --- | ------ |
| A. D. Sarchí        | 2-13           | Deportivo Upala F. C.  | 0-5 | 2-8    |
| Puntarenas San Luis | 6-6 (4-3 pen.) | San Carlos F. C.       | 3-2 | 3-4    |
| Tsunami Azul        | 3-1            | A. D. Ramonense        | 1-0 | 2-1    |
| Águila F. C.        | 6-2            | A. D. Bajo Los Molinos | 2-0 | 4-2    |
| UCR F. C.           | 1-2            | Municipal Desamparados | 1-1 | 0-1    |
| Municipal Osa       | 3-5            | San Migool V. C.       | 3-2 | 0-3    |
| ASODEBA             | 2-6            | MW-C. E. F.            | 0-1 | 2-5    |
| AF Lankester 1943   | 4-7            | Municipal Coto Brus    | 1-3 | 3-4    |
| CCDR San Pablo      | 3-4            | SoccerViza F. C.       | 3-2 | 0-2    |
| ADF Siquirreña      | 3-4            | PFA Antioquia          | 2-1 | 1-3    |
| Athletic CR         | 3-4            | A. D. Valencia         | 2-2 | 1-2    |
| Talentos del Caribe | 2-3            | C. D. Pavas            | 2-1 | 0-2    |

### Octavos de final
| Equipo 1               | Agr.   | Equipo 2              | Ida | Vuelta |
| ---------------------- | ------ | --------------------- | --- | ------ |
| Puntarenas San Luis    | 4-3    | Deportivo Upala F. C. | 1-1 | 3-2    |
| Municipal Desamparados | 3-2    | MW-C. E. F.           | 2-2 | 1-0    |
| Tsunami Azul           | 3-4    | Águila F. C.          | 2-2 | 1-2    |
| San Carlos F. C.       | 5-2    | San Migool V. C.      | 1-1 | 4-1    |
| CCDR San Pablo         | 1-6    | SoccerViza F. C.      | 0-4 | 1-2    |
| ADF Siquirreña         | 1-3(*) | Municipal Coto Brus   | 1-1 | 0-2    |
| Talentos del Caribe    | 2-4    | PFA Antioquia         | 2-0 | 0-4    |
| C. D. Pavas            | 5-1    | A.D. Valencia         | 4-0 | 1-1    |

(*) Suspendido al min.77 por invasión de público / Municipal Coto Brus avanzó a cuartos de final por retiro de ADF Siquirreña y gana el partido 2-0.

### Cuartos de final
| Equipo 1            | Agr. | Equipo 2               | Ida | Vuelta |
| ------------------- | ---- | ---------------------- | --- | ------ |
| Puntarenas San Luis | 6-5  | Municipal Desamparados | 2-1 | 4-4    |
| Águila F. C.        | 6-4  | San Carlos F. C.       | 5-3 | 1-1    |
| Municipal Coto Brus | 2-1  | SoccerViza F. C.       | 1-1 | 1-0    |
| C. D. Pavas         | 2-4  | PFA Antioquia          | 0-1 | 2-3    |

### Semifinales
| Equipo 1            | Agr. | Equipo 2      | Ida | Vuelta |
| ------------------- | ---- | ------------- | --- | ------ |
| Puntarenas San Luis | 4-2  | Águila F. C.  | 2-1 | 2-1    |
| Municipal Coto Brus | 2-5  | PFA Antioquia | 2-0 | 0-5    |

### Final
| Equipo 1            | Agr. | Equipo 2      | Ida | Vuelta |
| ------------------- | ---- | ------------- | --- | ------ |
| Puntarenas San Luis | 4-5  | PFA Antioquia | 1-4 | 3-1    |

## Final por el ascenso
- C. D. Pavas accede a la final tras ser el campeón del Apertura 2022.[4]

Ida: 18 de junio / Vuelta: 25 de junio
| Equipo 1    | Agr. | Equipo 2      | Ida | Vuelta |
| ----------- | ---- | ------------- | --- | ------ |
| C. D. Pavas | 1-2  | PFA Antioquia | 0-0 | 1-2    |

| 18 de junio de 2023; 13:00 | C. D. Pavas | 0:0 | PFA Antioquia | Ernesto Rohrmoser, Pavas, San José |  |
|                            |             |     |               | Asistencia: 2.500 espectadores     |  |

| 25 de junio de 2023; 15:00 | PFA Antioquia                                  | 2:1 (1:0) (Global 2:1) | C. D. Pavas      | "Cuty" Monge, Desamparados, San José |                                |
|                            | Santiago Caicedo 8' · Luis García 90+4' (pen.) |                        | Jorge Davies 83' | Asistencia: 3.000 espectadores       | Asistencia: 3.000 espectadores |

|                                                |
| Campeón Tercera División 2022-23 PFA Antioquia |
| 1.er título                                    |